# 얼티밋 포스
《얼티밋 포스》(영어: Ultimate Force)는 2002년부터 2008년까지 방영된 드라마이다.